# Spirobranchus
Spirobranchus Blainville, 1818 è un genere di anellidi policheti della famiglia dei Serpulidae.

## Tassonomia
L'ordine al febbraio 2023 comprende le seguenti 41 specie, alle quali se ne aggiungono numerose, qui non elencate, accettate come sinonimi:
- Spirobranchus akitsushima Nishi, Abe, Tanaka, Jimi & Kupriyanova, 2022
- Spirobranchus aloni Perry, Bronstein, Simon-Blecher, Atkins, Kupriyanova, ten Hove, Levy & Fine, 2018
- Spirobranchus americanus (Day, 1973)
- Spirobranchus arabicus Monro, 1937
- Spirobranchus baileybrockae Pillai, 2009
- Spirobranchus bakau Sivananthan, Shantti, Kupriyanova, Quek, Yap & Teo, 2021
- Spirobranchus cariniferus (Gray, 1843)
- Spirobranchus corniculatus (Grube, 1862)
- Spirobranchus coronatus Straughan, 1967
- Spirobranchus corrugatus Straughan, 1967
- Spirobranchus decoratus Imajima, 1982
- Spirobranchus dendropoma Mörch, 1863
- Spirobranchus eitzeni Augener, 1918
- Spirobranchus gardineri Pixell, 1913
- Spirobranchus giganteus (Pallas, 1766)
- Spirobranchus incrassatus Krøyer in Mörch, 1863
- Spirobranchus kraussii (Baird, 1864)
- Spirobranchus lamarcki (Quatrefages, 1866)
- Spirobranchus latiscapus (Marenzeller, 1884)
- Spirobranchus lima (Grube, 1862)
- Spirobranchus lirianeae Brandão & Brasil, 2020
- Spirobranchus maldivensis Pixell, 1913
- Spirobranchus manilensis Sivananthan, Sivalingam, Kupriyanova, Quek, Yap & Teo, 2022
- Spirobranchus minutus (Rioja, 1941)
- Spirobranchus multicornis (Grube, 1862)
- Spirobranchus murrayi Pillai, 2009
- Spirobranchus nigranucha (Fischli, 1903)
- Spirobranchus paumotanus (Chamberlin, 1919)
- Spirobranchus polycerus (Schmarda, 1861)
- Spirobranchus polytrema (Philippi, 1844)
- Spirobranchus pseudopolytremus Pillai, 2009
- Spirobranchus richardsmithi Pillai, 2009
- Spirobranchus schmardai Kupriyanova, Flaxman & Berghardt, 2022
- Spirobranchus sinuspersicus Pazoki, Rahimian, Struck, Katouzian & Kupriyanova, 2020
- Spirobranchus spinosus Moore, 1923
- Spirobranchus taeniatus (Lamarck, 1818)
- Spirobranchus tenhovi Pillai, 2009
- Spirobranchus tetraceros (Schmarda, 1861)
- Spirobranchus triqueter (Linnaeus, 1758)
- Spirobranchus zelandicus Pillai, 2009
- Spirobranchus zibrowii Pillai, 2009